# Célibataire parasite
 (août 2010).
Si vous disposez d'ouvrages ou d'articles de référence ou si vous connaissez des sites web de qualité traitant du thème abordé ici, merci de compléter l'article en donnant les références utiles à sa vérifiabilité et en les liant à la section « Notes et références ».
Un célibataire parasite (パラサイトシングル, parasaito shinguru, de parasite single en anglais) est un terme japonais conçu par Masahiro Yamada, professeur de sociologie à l'université Tōkyō Gakugei pour désigner une tendance dans la société japonaise : les personnes qui refusent le mariage et vivent chez leurs parents alors qu’elles ont plus de 25 ans, dans le but de profiter d’une vie insouciante et confortable.

## Origine et critiques
Le professeur Masahiro Yamada (山田 昌弘, Yamada Masahiro) fut le premier à utiliser ce terme dans un article publié dans le Nihon Keizai Shinbun en 1997, puis dans son livre L’Ère des célibataires parasites (パラサイトシングルの時代, parasaito shinguru no jidai), publié en octobre 1999. Cette expression s’est rapidement répandue dans les médias et est maintenant bien connue au Japon. Par la suite, le professeur Yamada a forgé l’expression couples parasites (personnes mariées qui vivent en couple chez l’un de leurs parents) sur le même modèle. Mais cette situation étant moins fréquente, le terme est moins connu.
Une analyse britannique de 2001 indique qu'au Royaume-Uni, les jeunes gens restent également plus longtemps au domicile de leurs parents qui les soutiennent financièrement. Cette recherche semble indiquer que le phénomène n'est pas limité au Japon et que le concept accrocheur de Yamada lui aurait surtout permis d'être publié de manière lucrative.
Au Japon, les conclusions de Yamada sont également critiquées. Yuji Genda analyse ce qu'il perçoit comme des failles dans son exposé dans un article intitulé « Ne blâmez pas votre descendance toujours célibataire » en 2000. Genda souligne que le chômage est surtout responsable de cette situation, de son point de vue. Malgré les critiques, le concept est resté très populaire et les médias japonais l'utilisent régulièrement pour décrire la jeunesse contemporaine.

## Situation
Il a été estimé qu’il y avait dix millions de célibataires parasites au Japon en 1999, contre plus de treize en 2006. Ils représentaient 35 % de la population des 20-30 ans en 2004. Ces chiffres ont fortement augmenté à la suite de la crise économique de 2008.
|      | 20 à 24 ans | 25 à 29 ans | 30 à 34 ans | 35 à 39 ans |
| 2004 | 76,5 %      | 64,0 %      | 45,4 %      | 33,4 %      |
| 2009 | 79,4 %      | 64,2 %      | 47,9 %      | 41,6 %      |

|      | 20 à 24 ans | 25 à 29 ans | 30 à 34 ans | 35 à 39 ans |
| 2004 | 77,5 %      | 56,1 %      | 33,1 %      | 19,8 %      |
| 2009 | 83,4 %      | 60,3 %      | 36,5 %      | 24,3 %      |

La plupart sont logés et nourris gratuitement, ce qui leur permet de vivre confortablement, certains mettant d’ailleurs de l’argent de côté, tandis que d’autres l’utilisent pour des objets de luxe, des voyages ou encore pour des dépenses d'agrément. Beaucoup de ces célibataires parasites souhaitent vivre chez leurs parents jusqu’à leur mariage repoussé.

## Causes
La première cause est économique. Dans les villes, les loyers sont très chers. Un célibataire parasite qui décide de vivre seul devra utiliser environ 2/3 de ses revenus pour se loger. Devenir indépendant demande de lourdes dépenses, beaucoup de travail et une baisse significative du niveau de vie. 
Les avantages économiques sont appréciés par tous les types de célibataire parasite, bien qu'il y ait différents sous-groupes. Les jeunes salarymen et office ladies peuvent s’assumer financièrement mais préfèrent profiter du bénéfice financier et peut-être de la compagnie et de la sécurité qu’apporte le foyer de leurs parents. D’autres ont des difficultés à trouver un emploi dans la difficile situation économique actuelle. Ils n’arrivent souvent qu’à trouver des petits boulots mal payés, devenant des sous-employés appelés freeter (qui n’ont pas leur indépendance financière même s’ils le souhaitent). Enfin, certains ne veulent absolument pas affronter le monde compétitif de l’entreprise, ils ne sont donc pas à la recherche d’un emploi et deviennent des NEET. Dans le pire des cas, ils ne veulent plus sortir du domicile familial et s’excluent de la société : ce sont les hikikomori (引き篭り, littéralement « replié dans l’isolement »).
Une autre cause concerne les femmes. Il n'est plus systématique pour une femme au Japon de voir son niveau de vie s'améliorer par le mariage, comme c'était le cas dans le passé et d'autre part, une femme mariée qui découvrirait qu'elle aimerait réaliser des projets personnels, ne peut plus revenir en arrière une fois mariée, ce qui est parfois la cause de l'hésitation de la nouvelle génération.

## Effets
Un des effets secondaires du phénomène des célibataires parasites est l’augmentation de l’âge moyen du premier mariage (même si d’autres facteurs tels que les perspectives de carrières et l’éducation entrent en jeu, surtout chez les femmes) et la baisse du nombre d’enfants par femme (le taux de natalité est en rapport direct avec l’âge du mariage). 
- En 1970, l’âge moyen du mariage chez les femmes était de 24 ans (27 ans pour les hommes).
- En 1983, le taux de natalité était de 1,8 enfant par femme.
- En 2002, l’âge du mariage passa à 27,4 ans (29 ans pour les hommes) et le taux de natalité à 1,32 enfant.

Beaucoup de femmes choisissent aussi de ne pas se marier de manière à poursuivre leur carrière. Cela, bien sûr, rend la situation encore plus difficile pour les hommes qui veulent trouver une épouse.
La plupart des célibataires parasites travaillent, mènent souvent une carrière talentueuse et ont un très bon salaire, mais peu participent aux frais du domicile familial. Ils ont donc un grand pouvoir d'achat et n’ont que peu de besoins au niveau des biens durables. Leurs dépenses seraient bénéfiques pour l’économie mais s’ils vivaient seuls, ils auraient aussi dû faire face à des dépenses essentielles et contribuer à l’économie en dépensant moins dans des achats de luxe et plus dans leur subsistance. Dans les faits, l’achat d’articles d'électroménager décroit au Japon tandis que l’achat de produits de luxe explose. En fait, les effets sur l’économie japonaise sont seulement une légère différence de répartition de la demande, à l’exception des capitaux dépensés à l’étranger lors de voyages ou d’importations.
Finalement, une réduction des loyers et des logements peut également être provoquée par l'augmentation du nombre d'habitants par foyer.
Les célibataires parasites sont souvent rendus responsables d’un grand nombre de problèmes au Japon allant de la baisse du taux de natalité à l'augmentation du taux de criminalité en passant par la récession économique. 
La plupart des célibataires parasites demeurent vierges à un âge avancé, dans un pays où la virginité tardive est un véritable phénomène de masse[réf. nécessaire].